# Maja Olsson
Maria "Maja" Olsson, född Engström 26 augusti 1883 i Maria Magdalena församling i Stockholm, död 9 juni 1929 i Lunds domkyrkoförsamling i dåvarande Malmöhus län, var en svensk konsthantverkare och grafiker. 
Maja Olsson föddes i Stockholm och flyttade föräldrarna, handelsbokhållaren Per Otto Engström och Emma Maria Glassel, till Karlshamn i Blekinge 1884, där fadern blev disponent. Hon gifte sig 1913 med konstnären och amanuensen Pär Olsson, och hade tillsammans med honom en ateljé i Lund, där hon på beställning utförde Linoleumtryck, huvudsakligen på tyg. Motiven var vanligtvis strängt stiliserade blom- och djurmotiv. 1919 deltog hon tillsammans med maken i utställningen "Lundakonstnärer".
Efter makens bortgång 1925 drev hon ateljén vidare.